# Liste des villes jumelées de Lettonie

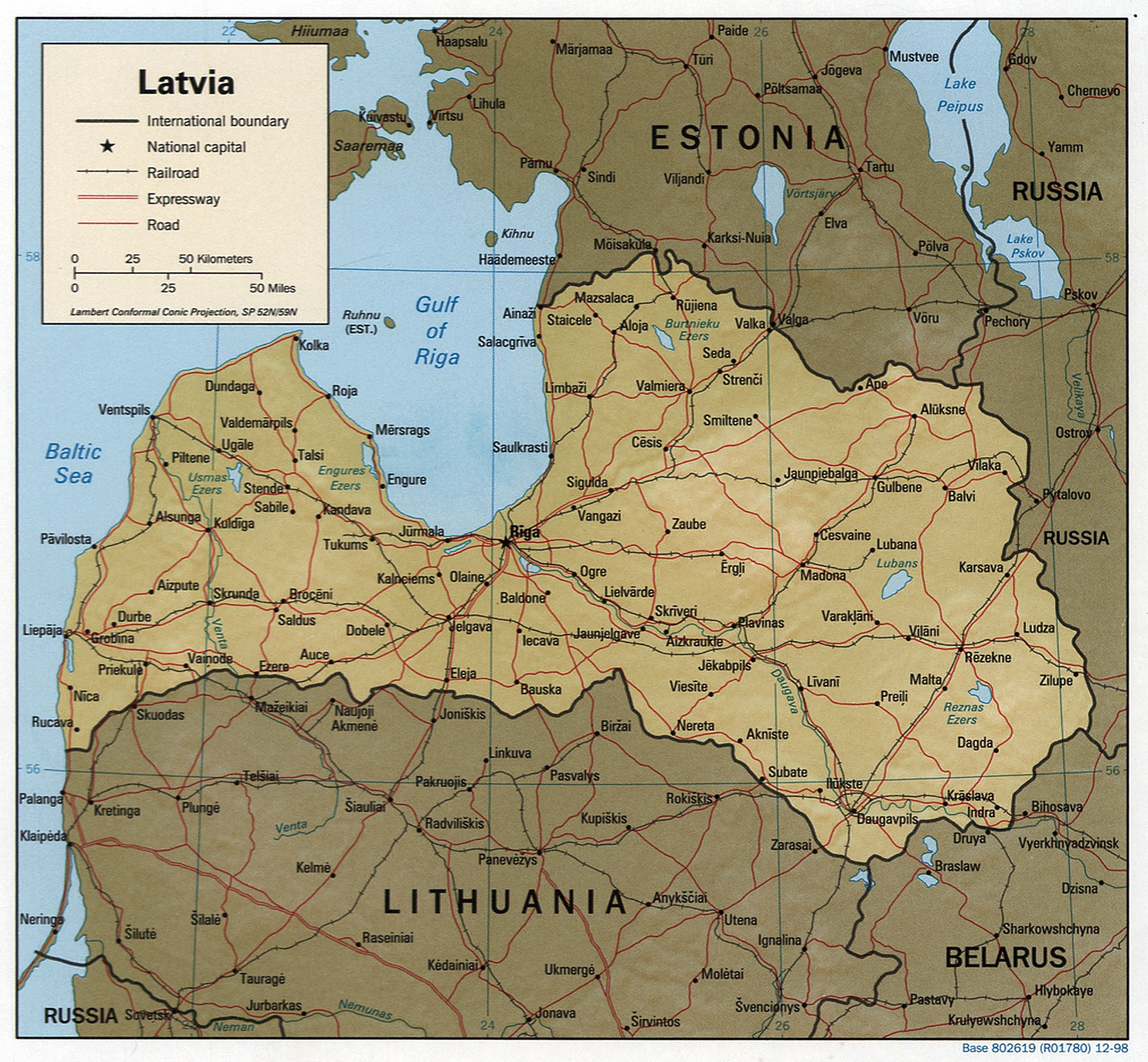
Carte de la Lettonie.

Ceci est la Liste des villes jumelées de Lettonie ayant des liens permanents avec des communautés locales dans d'autres pays. Dans la plupart des cas, en particulier quand elle est officialisée par le gouvernement local, l'association est connue comme « jumelage » (même si d'autres termes, tels que « villes partenaires », « Sister Cities » ou « municipalités de l'amitié » sont parfois utilisés). La plupart des endroits sont des villes, mais cette liste comprend aussi des villages, des districts, comtés, etc., avec des liens similaires.
- Haut – A
- B
- C
- D
- E
- F
- G
- H
- I
- J
- K
- L
- M
- N
- O
- P
- Q
- R
- S
- T
- U
- V
- W
- X
- Y
- Z

## J

### Jelgava
- Rueil-Malmaison, France[1]

### Jurmala
- Cabourg, France[2]

## K

### Kandava
- Cissé, France[3]

## M

### Madona
- Coulaines, France[4]

## O

### Ogre
- Joué-lès-Tours, France[5]

## R

### Riga[6]
| - Aalborg, Danemark (1989) - Almaty, Kazakhstan - Beijing, Chine - Bordeaux, France - Brême, Allemagne - Cairns, Australie - Calais, France - Dallas, Texas, États-Unis | - Florence, Italie - Kiev, Ukraine - Kobe, Japon (1974) - Minsk, Biélorussie - Moscou, Russie - Norrköping, Suède - Noursoultan, Kazakhstan - Pori, Finlande | - Saint-Pétersbourg, Russie - Santiago, Chili - Stockholm, Suède - Suzhou, Chine - Taipei, Taiwan - Tallinn, Estonie - Tbilissi, Géorgie - Vilnius, Lituanie - Varsovie, Pologne |

## S

### Saldus
- Villebon-sur-Yvette, France[8]

### Sigulda
Sigulda est un membre du Douzelage, une association de jumelage de 23 villes à travers l'Union européenne. Ce jumelage actif a commencé en 1991 et organise des événements réguliers, comme un marché de produits de chacun des autres pays et des festivals.
| - Altea, Espagne - Asikkala, Finlande - Bad Kötzting, Allemagne - Bellagio, Italie - Bundoran, République d’Irlande - Chojna, Pologne - Granville, France - Holstebro, Danemark - Houffalize, Belgique | - Judenburg, Autriche - Kőszeg, Hongrie - Marsaskala, Malte - Meerssen, Pays-Bas - Niederanven, Luxembourg - Oxelösund, Suède - Rokiškis, Lituanie - Rovinj, Croatie - Preveza, Grèce | - Sesimbra, Portugal - Sherborne, Angleterre - Siret, Roumanie - Škofja Loka, Slovénie - Sušice, République tchèque - Tryavna, Bulgarie - Türi, Estonie - Zvolen, Slovaquie |

## T

### Tukums
- Chennevières-sur-Marne, France[11]

## V

### Valmiera
- Marly, France[12]

### Ventspils
- Lorient, France[13]

## Sources
- (en) Cet article est partiellement ou en totalité issu de l’article de Wikipédia en anglais intitulé « List of twin towns and sister cities in Latvia » (voir la liste des auteurs).